# Сергієвка (Костанайський район)
Сергі́євка (каз. Сергеев) — село у складі Костанайського району Костанайської області Казахстану. Входить до складу Білозерського сільського округу.
Населення — 440 осіб (2021; 541 у 2009, 403 у 1999, 578 у 1989).